# Deinbollia boinensis
Deinbollia boinensis är en kinesträdsväxtart som beskrevs av René Paul Raymond Capuron. Deinbollia boinensis ingår i släktet Deinbollia och familjen kinesträdsväxter. Inga underarter finns listade i Catalogue of Life.